# Baba Joon
Baba Joon (hebräisch: באבא ג'ון) ist ein israelisches Filmdrama von Yuval Delshad aus dem Jahre 2015. Es gewann den Ophir Award für den besten Film 2015. Der Film war Israels Beitrag in der Kategorie bester internationaler Film für die Oscarverleihung 2016, wurde von der Akademie jedoch nicht nominiert.

## Handlung
Der Film erzählt die Geschichte einer jüdisch-iranischen Familie von drei Generationen in einer landwirtschaftlichen Siedlung im Negev, in der alle Bewohner aus dem Iran eingewandert sind. Jitzchak führt einen Putenstall, den er von seinem Vater übernommen hat. Sein 13-jähriger Sohn Moti soll das Unternehmen dereinst übernehmen, interessiert sich aber nicht für Geflügel und will stattdessen lieber Automechaniker werden. Die ungeklärte Zukunft des Betriebs und ein Besuch des Bruders von Jitzchak aus den USA verschärfen die bereits bestehenden Spannungen zwischen den eingewanderten (Eltern und Großeltern) und der in Israel geborenen Generationen. 

## Auszeichnungen
Der Film gewann in fünf Kategorien bei den Ophir-Awards 2015, darunter den Preis für den Besten Film. Er wurde von Israel in der Kategorie bester fremdsprachiger Film für den Oscar nominiert, schaffte es aber nicht in die engere Wahl.